# Sebastian Setti
Sebastián Andrés Setti (n 9 de febrero de 1984, Caseros, prov. de Buenos Aires, Argentina) es un futbolista profesional argentino.Actualmente juega en el Unió Esportiva Figueres.

## Trayectoria
Se formó en las divisiones inferiores de la Asociación Atlética Argentinos Juniors, donde debutó como profesional en un encuentro disputado en el estadio Diego Armando Maradona el 27 de febrero de 2005.
Luego de presenciar 9 encuentros como titular es cedido a préstamo al Club Almagro, donde disputó 20 encuentros de la temporada 2006-2007.
En el año 2007 integra el plantel del Club Guaraní de Paraguay y participa en 33 encuentros hasta el 2008, cuando emigra al Royal Antwerp Football Club. Allí participa en 44 encuentros.
En 2010 pasa a las filas del Changhun Yatai FC, jugando 22 partidos.
A inicios de 2011 acuerda su incorporación al Chernomorets Odessa. Con esta institución logra el ascenso a la primera categoría del fútbol ucraniano siendo vice-capitán del equipo.
Luego de dos temporadas en Ucrania le ofrecen ser parte de uno de los más grandes equipos en Chipre y firma por un año en Apollon Limassol. Tras 6 meses y diferentes problemas estructurales en esta institución es transferido al Asteras Tripolis de la super liga griega con acuerdo por dos años. 
Tras dos temporadas busca continuidad en Apollon Smirnis, donde permanece seis meses. 
En enero de 2015 firma en Panthrakikos de la super liga griega por un año y medio donde logra la permanencia en primera división. 
Un año más tarde (enero de 2016) llega al Atlético San Luis Potosí participando en la liga de ascenso mexicana.

## Clubes
| Club                      | País      | Año            | Partidos (goles) |
| ------------------------- | --------- | -------------- | ---------------- |
| Argentinos Juniors        | Argentina | 2004-2007      | 13 (0)           |
| Almagro (Préstamo)        | Argentina | 2006 - 2007    | 20 (1)           |
| Guaraní                   | Paraguay  | 2007 - 2008    | 33 (0)           |
| Royal Antwerp FC          | Bélgica   | 2008 - 2010    | 52 (6)           |
| Changchun Yatai           | China     | 2010           | 22 (1)           |
| Chernomorets Odessa       | Ucrania   | 2011 - 2012    | 33 (0)           |
| Apollon Limassol          | Chipre    | 2012           | 13 (1)           |
| Asteras Tripolis FC       | Grecia    | 2013 -2014     | 22 (1)           |
| Apollon Smyrni            | Grecia    | 2014           | 5 (0)            |
| Panthrakikos FC           | Grecia    | 2015 -2016     | 12 (0)           |
| Atlético San Luis         | México    | 2016           | 16 (0)           |
| Unió Esportiva Llagostera | España    | 2016           | 4 (0)            |
| Unió Esportiva Figueres   | España    | 2017- presente |                  |